# Dominik Kother
Dominik Kother (* 16. März 2000 in Bruchsal) ist ein deutscher Fußballspieler. Der linke Mittelfeldspieler steht seit Januar 2025 bei Dynamo Dresden unter Vertrag und ist ehemaliger Nachwuchsnationalspieler.

## Karriere

### Vereine
Kother begann als Neunjähriger seine Karriere in der E-Jugendmannschaft des Karlsruher SC. Dort durchlief er sämtliche Jugendmannschaften bis zur Altersklasse U19. Im April 2019 unterzeichnete er einen ab der Saison 2019/20 gültigen Dreijahres-Profivertrag. Bereits in der Winterpause der Saison 2018/19 hatte er das Wintertrainingslager mit der Profimannschaft absolviert; auch am Sommertrainingslager 2019 nahm er teil. Dennoch kam Kother weiterhin hauptsächlich für die U19-Mannschaft des KSC zum Einsatz. Am 3. August 2019 (2. Spieltag) gehörte er erstmals dem Spieltagskader des Zweitligisten beim 4:2-Sieg im Heimspiel gegen Dynamo Dresden an, kam jedoch nicht zum Einsatz. Zunächst wurde er nur in Testspielen eingesetzt und erzielte so etwa beim 3:2-Sieg gegen den SSV Ulm 1846 am 20. November 2019 zwei Tore. Nach weiteren Kadernominierungen ohne Einsatz wurde Kother am 14. Dezember 2019 (17. Spieltag) bei der 1:5-Niederlage im Heimspiel gegen die SpVgg Greuther Fürth in der 89. Spielminute von Trainer Alois Schwartz für Marc Lorenz eingewechselt und kam so zu seinem ersten Ligaeinsatz für Karlsruhe. Am 14. Juni 2020 kam er im baden-württembergischen Derby gegen den VfB Stuttgart zu seinem ersten Startelf-Einsatz bei den Profis und war am 1:0-Sieg seiner Mannschaft maßgeblich beteiligt. Beim saisonabschließenden 2:1-Sieg am letzten Spieltag im Rückspiel gegen die SpVgg Greuther Fürth, mit dem sich der KSC den Klassenerhalt sicherte, erzielte Kother mit dem Treffer zum zwischenzeitlichen Ausgleich sein erstes Tor als Profi. Im Januar 2022 wurde er bis zum Saisonende an den Drittligisten SV Waldhof Mannheim ausgeliehen. Am 3. Juni 2022 wurde die Leihe bis zum 30. Juni 2023 verlängert. Nach dem Ablauf der Leihe wechselte er zum SSV Jahn Regensburg. Mit seiner Mannschaft schloss er die Saison 2023/24 als Dritter ab und kam in den beiden anschließenden Relegationsspielen in der Entscheidung um den Klassenverbleib des Zweitligisten SV Wehen Wiesbaden bzw. um den Aufstieg seiner Mannschaft in die 2. Bundesliga zum Einsatz. Im ersten Vergleich erzielte er mit dem letzten Tor der Begegnung im heimischen Stadion den Treffer zum 2:2-Endstand, im zweiten Vergleich, beim 2:1-Sieg erzielte er den Treffer zur 1:0-Führung.
Im Januar 2025 wechselte er zu Dynamo Dresden. Am Saisonende stieg er mit der Mannschaft als Tabellenzweiter erneut in die 2. Bundesliga auf.

### Nationalmannschaft
Im August 2020 wurde er erstmals in eine Mannschaft des DFB berufen, als Stefan Kuntz ihn für die EM-Qualifikationsspiele gegen die U21-Nationalmannschaften Moldaus und Belgiens für den Kader nominierte. Beim 4:1-Sieg in Wiesbaden über Moldau gehörte er jedoch nicht zum Kader. Vor dem Spiel gegen Belgien reiste er frühzeitig wieder nach Karlsruhe, um bei der abschließenden Saisonvorbereitung mitzuwirken. Bei seiner zweiten Nominierung kam er am 9. Oktober 2020 im sechsten Spiel der EM-Qualifikationsgruppe 9 beim 5:0-Sieg über die U21-Nationalmannschaft Moldaus in Chișinău zu seinem Debüt, als er in der 79. Minute für Niklas Dorsch eingewechselt wurde – und mit seinem ersten Länderspieltor in der Nachspielzeit für den 5:0-Endstand sorgte.

## Erfolge
- Aufstieg in die 2. Bundesliga: 2024 (mit Jahn Regensburg), 2025 (mit Dynamo Dresden)
- Badischer Pokalsieger: 2022 (mit Waldhof Mannheim)